# Leccese
 (signalé en mai 2025).
Si vous disposez d'ouvrages ou d'articles de référence ou si vous connaissez des sites web de qualité traitant du thème abordé ici, merci de compléter l'article en donnant les références utiles à sa vérifiabilité et en les liant à la section « Notes et références ».
- Archive Wikiwix
- Bing
- Cairn
- DuckDuckGo
- E. Universalis
- Gallica
- Google
- G. Books
- G. News
- G. Scholar
- Persée
- Qwant
- (zh) Baidu
- (ru) Yandex
- (wd) trouver des œuvres sur Wikidata

Le dialecte leccese est la variante centrale du salentin, parlé dans le centre du Salento et en particulier à Lecce avec des différences minimes entre les différentes communes, la racine restant identique.
Il se distingue du brindisien par la présence de changements métaphoniques partiels. En particulier, on notera la diphtongue en /jɛ/ et /wɛ/ comme continuateurs de Ĕ, Ŏ, suivis de -/i/, -/u/ (dent-dents se dit tente-tienti, bon-bonne se dit bona-buenu) mais également quelques exits métaphoniques conditionnés par les seuls contunateurs de Ē (mois-mois se dit mese-misi).
Nonobstant les différences entre les différentes communes, le leccese couvre la partie mériodionale de la province de Brindisi et la partie centro-septentrionale de la province de Lecce. Au sud de la ligne Gallipoli - Maglie - Otrante on parle en revanche la variante méridionale du salentin.

## Diffusion géographique
| Province de Lecce | Province de Lecce | Province de Brindisi                                                                            |
| --- | --- | ----------------------------------------------------------------------------------------------- |
| - Lecce - Aradeo - Arnesano - Bagnolo del Salento - Calimera - Campi Salentina - Cannole - Caprarica di Lecce - Carmiano - Carpignano Salentino - Castri di Lecce - Castrignano de' Greci - Cavallino - Copertino - Corigliano d'Otranto - Cursi - Cutrofiano - Galatina - Galatone - Guagnano - Lequile - Leverano - Lizzanello - Martano | - Melendugno - Melpignano - Monteroni di Lecce - Nardò - Neviano - Novoli - Porto Cesareo - Salice Salentino - San Cesario di Lecce - San Donato di Lecce - San Pietro in Lama - Seclì - Sogliano Cavour - Soleto - Squinzano - Sternatia - Surbo - Trepuzzi - Veglie - Vernole - Zollino | - Cellino San Marco - San Donaci - San Pancrazio Salentino - San Pietro Vernotico - Torchiarolo |

À noter que dans les communes sous la ligne Gallipoli-Maglie-Otrante (par exemple dans la Grèce salentine, comme à Galatina et dans les environs), le dialecte présente quelques caratactéristiques du Salentin méridional, dont il se distingue par de multiples aspects. D'autres communes en revanche, tout en faisant partie de la zone géographique du leccese (par exemple Matino, Parabita), sont linguistiquement plus proches du salentin méridional. 
Similairement, dans les communes de la province de Brindisi près de la frontière avec la province de Lecce, comme dans les communes de la terre d'Arneo (Nardò, Copertino, Leverano et autres), le dialecte se rapproche des parlers du brindisien, bien qu'ils s'écartent de certaines caractéristiques.